# Hirschenschlag (Gemeinde Waldhausen)
Hirschenschlag ist eine Ortschaft und eine Katastralgemeinde der Gemeinde Waldhausen im Bezirk Zwettl in Niederösterreich.

## Siedlungsentwicklung
Zum Jahreswechsel 1979/1980 befanden sich in der Katastralgemeinde Hirschenschlag insgesamt 13 Bauflächen mit 4.575 m² und 5 Gärten auf 3.797 m², 1989/1990 gab es 19 Bauflächen. 1999/2000 war die Zahl der Bauflächen auf 40 angewachsen und 2009/2010 bestanden 25 Gebäude auf 43 Bauflächen.

## Geschichte
Der Ort wurde erstmals 1380 schriftlich als Hirssenslag pei den Maingoltz erwähnt, 1430 gab es 13 Häuser im Ort. Er verödete aber in den kommenden Jahren und wurde im 17. Jahrhundert oder 18. Jahrhundert neugegründet.
Im Eintrag der Josephinischen Fassion aus Jahre 1786/87 hatte der Ort 9 Häuser, im Jahr 1822 wurde der Ort als Rotte mit 7 Häusern genannt, die nach Waldhausen eingepfarrt war, wohin auch die Kinder eingeschult wurden. Die Herrschaft Rastenberg besaß die Ortsobrigkeit, die Herrschaft Gföhl übte die Landgerichtsbarkeit aus, die Herrschaft Rastenberg besorgte die Konskription und hatte die Grundherrschaft inne.
Mit der Aufhebung der Grundherrschaften wurde der Ort 1849 eine Katastralgemeinde der nun eigenständigen Ortsgemeinde Waldhausen, zur Streusiedlung gehören auch die Einzellagen Höppelmühle und Hummelhof.
In  dem in Unter- und Oberhirschenschlag aufgeteilten Gebiet wurden im 19. Jahrhundert immer mehr Grundstücke durch die Herrschaft Rastenberg aufgekauft und die Höfe und Häuser darauf dem Verfall preisgegeben, 1869 sind die Hausnummern 1, 4, 5, 6 und 7 bereits verfallen.
Laut Adressbuch von Österreich waren im Jahr 1938 in Hirschenschlag ein Maurermeister und eine Mühle samt Sägewerk ansässig.
Ab den 1930er Jahren wurde der ursprüngliche Kern der Siedlung, welcher im Waldstück Unterhirschenschlag entlang der Landesstraße L7068 Richtung Moniholz lag, endgültig verlassen und ab den 1960er Jahren entwickelte sich der heutige Siedlungskern westlich des Purzelkamps, die ursprüngliche Rotte ist komplett im Wald verschwunden.

## Bodennutzung
Die Katastralgemeinde ist landwirtschaftlich geprägt. 87 Hektar wurden zum Jahreswechsel 1979/1980 landwirtschaftlich genutzt und 238 Hektar waren forstwirtschaftlich geführte Waldflächen. 1999/2000 wurde auf 73 Hektar Landwirtschaft betrieben und 249 Hektar waren als forstwirtschaftlich genutzte Flächen ausgewiesen. Ende 2018 waren 70 Hektar als landwirtschaftliche Flächen genutzt und Forstwirtschaft wurde auf 249 Hektar betrieben. Die durchschnittliche Bodenklimazahl von Hirschenschlag beträgt 21 (Stand 2010).